# Колумбија Фолс (Монтана)
Колумбија Фолс (енгл. Columbia Falls) град је у америчкој савезној држави Монтана.

## Демографија
По попису из 2010. године број становника је 4.688, што је 1.043 (28,6%) становника више него 2000. године.
| Група             | 2000.         | 2010.         |
| Белци             | 3.454 (94,8%) | 4.328 (92,3%) |
| Афроамериканци    | 9 (0,2%)      | 9 (0,2%)      |
| Азијати           | 18 (0,5%)     | 18 (0,4%)     |
| Хиспаноамериканци | 67 (1,8%)     | 131 (2,8%)    |
| Укупно            | 3.645         | 4.688         |